# Quo vadis ? (film, 1924)
Pour les articles homonymes, voir Quo vadis.
Pour plus de détails, voir Fiche technique et Distribution.
Quo vadis ? est un film italien de Gabriellino D'Annunzio et Georg Jacoby, sorti en 1924. Il s'agit de la quatrième adaptation du roman du même nom de Henryk Sienkiewicz, qui valut à son auteur le prix Nobel de littérature en 1905.

## Synopsis
Néron (Emil Jannings) est devenu empereur de Rome, mais il est cruel est assoiffé de pouvoir. Il répudie sa femme pour épouser Poppée, mais peu après il la tue elle aussi. Par ailleurs, il est contrarié en permanence par les chrétiens, le nouveau mouvement religieux révolutionnaire.
Un de ses soldats, Marcus Vinicius, tombe amoureux d'une jeune fille, Licia, une chrétienne. Leur amour est contrarié par Néron, qui les fait emprisonner puis brûle Rome pour ensuite en rejeter la faute sur les chrétiens.

## Fiche technique
- Titre : Quo vadis ?
- Réalisation : Gabriellino D'Annunzio et Georg Jacoby
- Scénario : Gabriellino D'Annunzio et Georg Jacoby d'après le roman de Henryk Sienkiewicz
- Photographie : Curt Courant, Alfredo Donelli, Giovanni Vitrotti
- Société de production : Unione Cinematografica Italiana
- Pays de production : Italie
- Langue d'origine : italien
- Format : noir et blanc - 1,33:1 - film muet
- Genre : péplum, film historique
- Durée : 90 minutes
- Dates de sortie : 
  - République de Weimar : octobre 1924
  - Autriche : octobre 1924
  - États-Unis : 15 février 1925 (New York)
  - Italie : 16 mars 1925 (Rome)

## Distribution
- Emil Jannings : Néron
- Elena Sangro : Poppée
- Rina De Liguoro : Eunica
- Lillian Hall-Davis : Licia
- Alfons Fryland : Marcus Vinicius
- André Habay : Petronius
- Raimondo Van Riel : Tigellinus
- Gildo Bocci : Vittelius
- Bruto Castellani : Ursus
- Elga Brink : Domitilla
- Arnold Kent : Garde romain